# Cordwainer Smith
Pour les articles homonymes, voir Smith.
Œuvres principales
- Les Seigneurs de l'instrumentalité

Cordwainer Smith (prononcé CORDwainer), né le 11 juillet 1913 à Milwaukee dans le Wisconsin et mort le 6 août 1966 à Baltimore dans le Maryland, est le nom de plume du Dr Paul Myron Anthony Linebarger pour ses ouvrages de science-fiction. Son livre Psychological Warfare, basé sur son travail dans le domaine de la propagande durant la Seconde Guerre mondiale, a été publié sous son vrai nom. Ses autres pseudonymes incluent : Karloman Junghar, Felix C. Forrest, Carmichael Smith et Anthony Bearden.

## Biographie
Linebarger était le fils d'un diplomate américain, et a passé une grande partie de son enfance en Chine ; Sun Yat-sen a été son parrain. Il y connut plusieurs personnages célèbres tels que Tchang Kaï-chek. Un de ses premiers noms de plume Felix C. Forrest vient de la transcription phonétique en chinois de Linebarger 林白樂 Línbáilè qui peut se traduire par Forêt heureuse. À l’âge de 23 ans, il obtint un doctorat de sciences politiques à l’université Johns-Hopkins. Il travailla à l’université Duke de 1937 à 1946, produisant un travail remarqué sur des sujets liés à l’Extrême-Orient. Durant la Seconde Guerre mondiale, il servit comme officier dans l’armée américaine en étant impliqué dans les services de renseignement. Il apporta également sa contribution au premier service de guerre psychologique. En 1943, il fut envoyé en Chine pour coordonner les opérations de renseignement militaire. À la fin de la guerre, il avait été promu au rang de major (commandant).
En 1936, Linebarger épousa Margaret Snow. Ils eurent deux filles, l’une née en 1942 et l’autre en 1947. Ils divorcèrent en 1949. En 1950, Linebarger épousa Genevieve Collins ; le mariage dura jusqu’à la mort de Linebarger, en 1966 à Baltimore, Maryland, à la suite d'une crise cardiaque. En 1947, Linebarger intégra la School of Advanced International Studies à Washington, en tant que professeur d’études asiatiques. Il puisa dans son expérience de la guerre pour rédiger l’ouvrage Psychological Warfare (1948), considéré comme un classique dans ce domaine d’étude. Ayant accédé au grade de Colonel de réserve, il fut sollicité en tant que conseiller lors de la guerre de Corée. Linebarger avait souhaité prendre sa retraite en Australie, mais sa mort prématurée l’en empêcha. Il repose au cimetière national d'Arlington, aux côtés de sa veuve, Genevieve Collins Linebarger, qui l’a rejoint en 1981.

## Œuvre
Linebarger ne s'est jamais beaucoup préoccupé de faire paraître ses nouvelles et livres, son vrai nom n'a été connu hors d'un cercle d'initiés qu'après sa mort. Il est reconnu, depuis, comme un des auteurs les plus créatifs dans un domaine pourtant spécialisé dans l'inventivité. Son style, qui peut paraître étrange même eu égard aux standards de la science-fiction, est parfois proche de la littérature chinoise classique ou rappelle les techniques utilisées par les conteurs qui devaient accrocher leur public dès le début de la narration : « Vous connaissez déjà le dénouement : comment le… » dans La Dame défunte de la ville des gueux.
La trame de ses histoires se situe dans le cadre de l'Instrumentalité du genre humain, forme de dictature bienveillante et collégiale dont certains de ses membres commencent à remettre en question la trop grande directivité de sa politique. Une caractéristique remarquable de l’œuvre de Linebarger / Cordwainer Smith est que la plupart des récits se déroulent dans un même univers doté d’une histoire cohérente. Certaines anthologies de Smith sont publiés avec une chronologie qui permet de situer chaque nouvelle dans la ligne temporelle d’ensemble. L’ensemble de son œuvre est relativement court, ce qui s’explique aisément par les occupations professionnelles très prenantes de l’auteur ainsi que par sa mort prématurée. Sa bibliographie comprend un unique roman, publié à l’origine en deux volumes sous le titre original de The Planet Buyer, ou encore de The Boy Who Bought Old Earth (L'Homme qui acheta la Terre) (1964) et The Underpeople (Le sous-peuple) (1968), avant d’être réunifié sous le titre Norstralia (1975), en français : Norstralie. L’œuvre comprend également 32 nouvelles, rassemblées dans le volume The Rediscovery of Man (1993), incluant deux versions de la nouvelle War No. 81-Q.
Ces écrits constituent une description riche et détaillée d’un univers se déployant sur une vaste période de temps, mais ils peuvent néanmoins être lus isolément. En tant qu’expert de la guerre psychologique, Linebarger s’intéressait de près aux développements les plus récents de la psychologie et de la psychiatrie, ce qui transparaît clairement dans de nombreux textes. Les motifs religieux sont également bien présents, et apparaissent en particulier dans la description de personnages qui ont perdu le contrôle de leurs actes, ce que souligne James P. Jordan dans son ouvrage Christianity in the Science Fiction of Cordwainer Smith. L’ensemble du corpus des histoires de Cordwainer Smith se déploie sur une période débutant environ 14 000 ans après notre ère. Les références à notre époque actuelle resurgissent à l’occasion du processus appelé la Redécouverte de l’Homme, par lequel l’Instrumentalité fait revivre les anciennes cultures et les langues de l’ère pré-spatiale. Une longue histoire du futur de la Terre est ainsi brossée, depuis un temps post-apocalyptique où des villes fermées sont défendues par les agents de l’Instrumentalité jusqu’à un état d’utopie stérile où la liberté n’existe plus que loin sous la surface de la planète. Néanmoins, l’optimisme et l’idéalisme de Smith, sa description de la fraternité et de l’amitié pouvant exister entre humains « véritables » et autres créatures, n’en font pas un auteur post-apocalyptique, mais le rapprochent plus d’un Clifford D. Simak. La plus célèbre nouvelle de Smith est également sa première publiée, Scanners Live in Vain parue en 1950 dans le magazine Fantasy Book (en français : Les Sondeurs vivent en vain), qui a conduit ses premiers lecteurs à placer d’emblée Cordwainer Smith parmi les grandes plumes de la science-fiction. Smith fut considéré comme l’un des plus grands novellistes, et est cité dans le The Science Fiction Hall of Fame, volume 1, 1929-1964.

## Qualité d'imagination
Dans les nouvelles de Cordwainer Smith, se déploie une extraordinaire qualité d’imagination, dont voici quelques illustrations :
- La planète Norstralie, semi-aride, est la source d’une drogue d’immortalité appelée stroon, produite par d’immenses moutons infectés par des virus et pesant jusqu’à plus de 100 tonnes. (On notera ici les analogies avec la planète Arrakis du Cycle de Dune de Frank Herbert). Le prix exorbitant du stroon fait des Norstraliens les personnes les plus riches de l’univers, même s’ils ont choisi un mode de vie très simple par l’application d’un système de taxation pharaonique de tous les produits d’importation… Le stroon est défendu par une arme télépathique redoutable appelée les « Titis Chatons de la Mère Hitton » (« Mother Hitton's Littul Kittons »).
- La planète-prison Shayol (dans la nouvelle La Planète Shayol) est un monde dont les détenus subissent (à la suite de l’exposition à une forme de vie étrange n’apparaissant que sous forme d’éclairs, les dromozoaires), la croissance d’organes surnuméraires sur leur corps, organes qui sont prélevés pour des transplantations.
- Les vaisseaux planoformes sont dirigés par des humains associés par télépathie à des chats qui les défendent contre les attaques d'entités maléfiques hantant l’espace.
- Les sous-êtres sont des animaux génétiquement modifiés auxquels on a donné forme et intelligence humaine, et qui sont réduits à des tâches serviles. Certaines nouvelles évoquent les efforts pour libérer les sous-êtres et leur conférer des droits équivalents à ceux des humains. Les noms des sous-êtres commencent tous par une lettre suivie d’une apostrophe, la lettre indiquant l’espèce animale dont ils sont dérivés (C’ pour cat, D’ pour dog, etc.).

Dans les nouvelles, sont inclus des néologismes dont le sens n’est pas révélé, ce qui produit une atmosphère d’étrangeté. Ces mots sont le plus souvent dérivés de termes non anglais. Par exemple, manshonyagger vient de l’allemand Menschen (humains) et Jäger (chasseur) et fait référence à des machines de guerre allemandes programmées pour tuer tout être humain sauf ceux identifiés comme allemands (en l'occurrence s'exprimant en langue allemande). Les noms des personnages dérivent également de langues variées : russe, sanskrit, japonais, suédois, etc.

## Œuvres

### Roman
- (en) Cordwainer Smith, Norstrilia, New York, Ballantine Books, 29 septembre 1985, 275 p. (ISBN 0-345-32300-9)

### Nouvelles
- La Guerre No  81-Q (War No. 81-Q - 1928 - réécrit en 1993) in Tu seras un autre - Pocket coll. Science-fiction no 5265, 1987
- Les sondeurs vivent en vain (Scanners Live in Vain - 1950) in Tu seras un autre - Pocket coll. Science-fiction no 5265, 1987
- Le Jeu du rat et du dragon (The Game of Rat and Dragon - 1955)
- Marc Onze (Mark Elf - 1957) in Tu seras un autre - Pocket coll. Science-fiction no 5265, 1987
- Le Cerveau brûlé (The Burning of the Brain - 1958)
- Non, non, pas Rogov! (No, No, Not Rogov! - 1959) in Tu seras un autre - Pocket coll. Science-fiction no 5265, 1987
- Le Vaisseau d'or (Golden the Ship Was - Oh! Oh! Oh! - 1959)
- La Dame aux étoiles (The Lady Who Sailed The Soul - 1960)
- Boulevard Alpha Ralpha (Alpha Ralpha Boulevard - 1961)
- La Mère Hitton et ses chatons (Mother Hitton's Littul Kittons - 1961)
- La Planète Shayol (A Planet Named Shayol - 1961)
- La Planète de Gustible (From Gustible's Planet - 1962)
- La ballade de C'mell (The Ballad of Lost C'mell - 1962)
- Pensez bleu, comptez deux (Think Blue, Count Two - 1963)
- Sur la planète des gemmes (On the Gem Planet - 1963)
- Le Bateau ivre (Drunkboat - 1963)
- Le Crime et la gloire du commandant Suzdal (The Crime and the Glory of Commander Suzdal - 1964)
- La Dame défunte de la ville des gueux (The Dead Lady of Clown Town - 1964)
- L'Homme qui acheta la Terre (The Boy Who Bought Old Earth - 1964)
- Sur la planète des tempêtes (On the Storm Planet - 1965)
- Une étoile pour trois (Three to a Given Star - 1965)
- Sur la planète des sables (On the Sand Planet 1965)
- Sous la vielle Terre (Under Old Earth - 1966)
- Le Sous-peuple (The Underpeople - 1968)
- Jusqu'à une mer sans soleil (Down to a Sunless Sea - posthume 1975)
- La Reine de l'après-midi (The Queen of the Afternoon - posthume 1978) in Tu seras un autre - Pocket coll. Science-fiction no 5265, 1987
- Le colonel revint du grand néant (The Colonel Came Back from the Nothing-at-All posthume 1979)
- Lui-même en Anachron (Himself in Anachron - posthume 1993)
- Nancy (Nancy ou The Nancy Routine - 1959) in Tu seras un autre - Pocket coll. Science-fiction no 5265, 1987
- Le Jour de la pluie humaine
- La Saga de la troisième sœur in Tu seras un autre - Pocket coll. Science-fiction no 5265, 1987

### Autres
- La Rivière des brillantes étoiles

## Études sur Cordwainer Smith
En langue anglaise
- Philippe Gindre, Lexicogenic Processes in the Formation of Neologisms in a Science Fiction Novel: Norstrilia by Cordwainer Smith, mémoire de maîtrise de sciences du langage, sous la direction du professeur Jean Tournier, université de Franche-Comté, Besançon, juin 1994, 117 p. (Fiche B.U.)
- Anthony R. Lewis, Concordance to Cordwainer Smith, NESFA Press, 2000. 183 p.  (ISBN 9781886778252)

En langue française
- Philippe Gindre, Les Processus lexicogéniques dans la formation des néologismes dans l'œuvre d'un auteur de science-fiction: Cordwainer Smith, mémoire de DEA de sciences du langage, sous la direction du professeur Jean Tournier, université de Franche-Comté, Besançon, juin 1995, 283 p. (Fiche B.U.)
- Philippe Gindre, «Le lexique de la science-fiction», Recherches en linguistique étrangère no 20, Les Belles Lettres, 1998, p. 31-58  (ISBN 9782251606521)